# Cherangani Hills
Le Cherangany Hills sono una catena montuosa ubicata nella parte occidentale del Kenya.
Il complesso delle Cherangani Hills costituisce uno dei cinque bacini idrici principali del Kenya (gli altri sono il monte Kenya, i monti Aberdare, i monti Mau e il monte Elgon).

## Flora
Tra le specie della flora meritano una menzione l'endemico Dendrosenecio cheranganiensis e le lobelie giganti Lobelia aberdarica e Lobelia gregoriana.